# Javier Serafini
Javier Serafini Domínguez (Curuguaty, Paraguay, 7 de abril de 1987) es un  futbolista paraguayo que juega como mediocampista en Lota Schwager de la Primera B de Chile, donde juega en el plantel de honor. 
Javier Serafini jugó además en el Club Capitán Troche, Sol de América y Alt. Juventud.
Seleccionados 
Formó parte del Plantel de la selección Curuguaty y Canindeyù 
Selección sub-20 de Paraguay (2007)

## Clubes
| Club          | País  | Año         |
| ------------- | ----- | ----------- |
| Lota Schwager | Chile | 2010 - 2013 |